# Pas decisiv
Pas decisiv (titlu original: The Turning Point) este un film american din 1977 regizat de Herbert Ross. Este produs de  Arthur Laurents, Ross și Nora Kaye. Rolurile principale au fost interpretate de actorii Shirley MacLaine, Anne Bancroft, Tom Skerritt, Mikhail Baryshnikov și Leslie Browne. A fost nominalizat la 11 premii Oscar (necâștigând niciunul) și a câștigat Premiul Globul de Aur pentru cel mai bun film dramatic. Herbert Ross a câștigat Premiul Globul de Aur pentru cel mai bun regizor pentru acest film și a fost nominalizat la Premiul Oscar pentru cel mai bun film.

## Distribuție
- Shirley MacLaine - DeeDee Rodgers - o fostă balerină a companiei; personaj inspirat de Isabel Mirrow
- Anne Bancroft - Emma Jacklin - o primă balerină în vârstă; personaj inspirat de  Nora Kaye
- Tom Skerritt - Wayne Rodgers - un fost dansator, căsătorit cu DeeDee; personaj inspirat de Kelly Brown
- Leslie Browne - Emilia Rodgers - o tânără balerină în formare (bazat pe ea însăși)
- Mikhail Baryshnikov - Yuri Kopeikine - iubitul Emiliei
- Martha Scott - Miss Adelaide - o fostă dansatoare, acum șefa companiei; personaj inspirat de Margaret Craske
- James Mitchell - Michael Cooke - director artistic al companiei; personaj inspirat de Jerome Robbins
- Alexandra Danilova - Madame Dakharova - profesoară de balet
- Lisa Lucas - Janina Rodgers - sora Emiliei; personaj inspirat de Elizabeth Brown
- Philip Saunders - Ethan Rodgers -fratele Emiliei; personaj inspirat de Ethan Brown
- Antoinette Sibley - Sevilla Haslam - o balerină rivală
- Marshall Thompson - Carter - un bărbat căsătorit cu care Emma se întâlnește
- Starr Danias - Carolyn - o balerină rivală pentru care Yuri o părăsește pe Emilia
- Anthony Zerbe - Joe "Rosie" Rosenberg - un fost dirijor căsătorit al companiei cu care DeeDee are o aventură
- Daniel Levans - Arnold Berger - un coregraf încăpățânat al companiei